# Бяньвэнь
Бяньвэнь (Бянь-вэнь, кит. 變文) — жанр китайской песенно-повествовательной литературы. Возник и развивался в эпоху династии Тан (VII—X века). Первоначально в Бяньвэнь преобладала буддийская тематика, затем — сюжеты китайского фольклора (об историческом герое Сюань-сюэ, о мифическом императоре Шуне, о верной жене Мэн Цзян-нюй и др.). Для Бяньвэнь характерно чередование прозаического текста со стихотворными вставками, которые пелись. Стихотворные куски повторяют, уточняет и развивают в разных аспектах информацию в прозаической части.

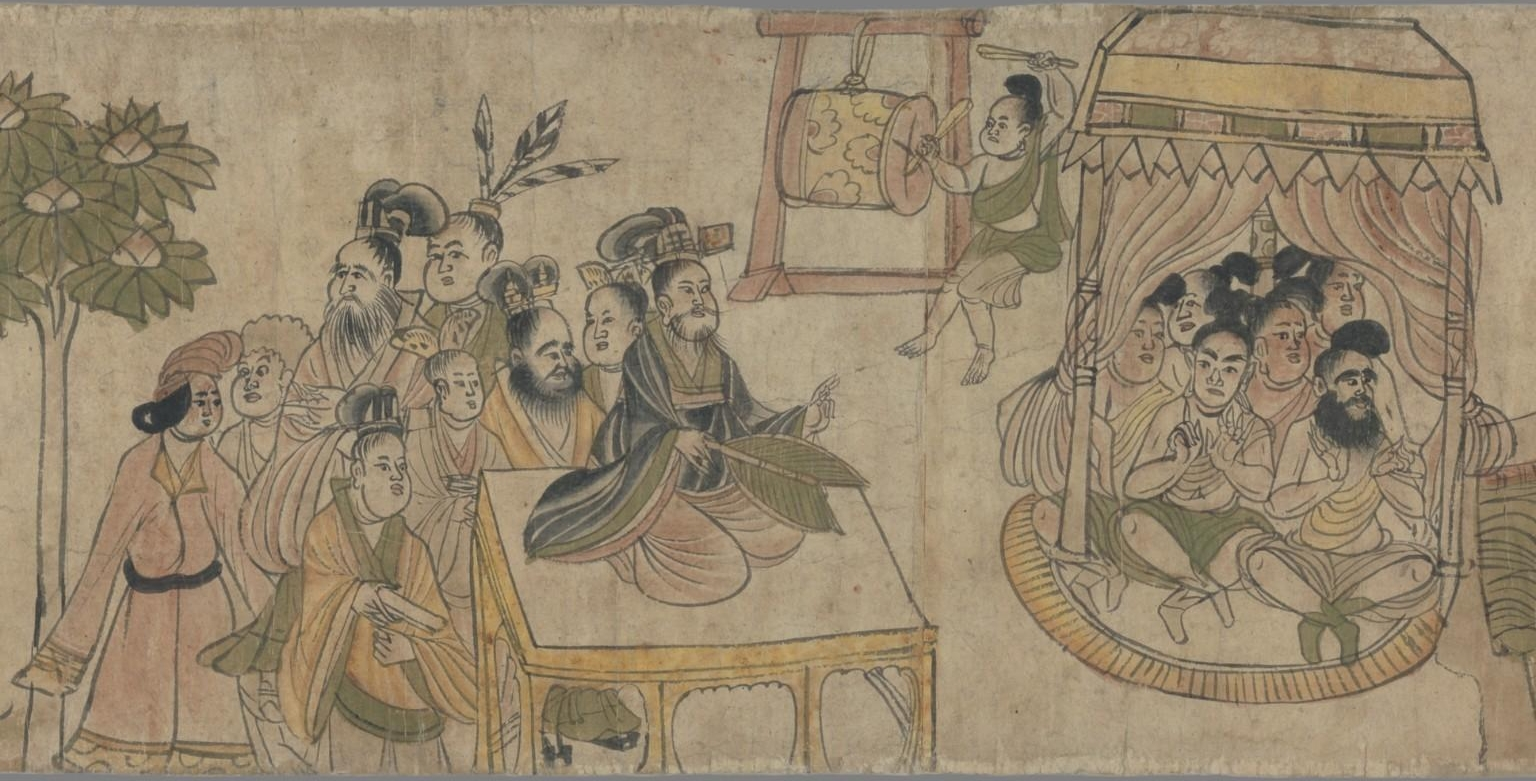
Магическая битва Шарипутры и Раудракши

Бянь-вэнь делятся на две разновидности:
- цзян-цзин-вэнь («рассказы по сутрам») — цитируют сочинение, которое послужило основой сюжета; и в строятся по схеме: опорная цитата — проза — стихи
- собственно бянь-вэнь — строятся по более свободной схеме, не имеют цитат в них нет, они более независимы от источника.

Литература Бяньвэнь обнаружена в XX в. среди дуньхуанских рукописей. Изучение бянь-вэнь началось с опубликования первых текстов Ло Чжэнь-юем в 1924.